# Styggtjärnen (Norbergs socken, Västmanland)
Styggtjärnen är en sjö i Norbergs kommun i Västmanland och ingår i Norrströms huvudavrinningsområde.